# 柏柏尔主义

1998年，世界阿马齐格大会决定采用的柏柏尔人旗帜

柏柏尔主义（法語：Berbérisme），又称阿马齐格主义（amazighisme），是指北非柏柏尔人的民族主义，主要流行于阿尔及利亚。柏柏尔主义反对文化上的阿拉伯化和政治上的泛阿拉伯主义。

## 历史
19世纪起，法国对阿尔及利亚的殖民统治令当地的柏柏尔人逐渐萌生有别于马格里布阿拉伯人的民族认同，甚至产生了柏柏尔人的祖先来自欧洲，相较落后的阿拉伯人更为高贵的血统观念。在法国殖民当局推行去阿拉伯化和去伊斯兰化运动的过程中，柏柏尔人成为关键群体，有着较高的法语入学率，带来深重的世俗主义和民族主义观念烙印。
在阿尔及利亚独立战争期间，卡拜尔人（柏柏尔人的一支）扮演了重要角色。卡比利亚是阿尔及利亚民族解放阵线的主要阵地，民解组织的多名领袖也都是卡拜尔人，标志着阿尔及利亚建国的苏马姆会议也是在卡比利亚召开的。然而，在阿尔及利亚独立以后，掌权的阿拉伯主义者却推行阿拉伯化和泛阿拉伯主义政策，定阿拉伯语和伊斯兰教为国语国教，并推行阿拉伯语教育，将柏柏尔人异化和边缘化，还在卡比利亚酿成持续两年的武装冲突，至少四百人丧命，民解组织中的卡比利亚人遭到广泛迫害。
进入20世纪80年代，柏柏尔主义复苏，以卡拜尔人为主的柏柏尔语群体试图用政治示威和民间运动的形式争取政治权利和文化认可，称为柏柏尔之春。1980年3月10日，提济乌祖大学的一次柏柏尔语文学讲座被当局叫停，成为柏柏尔之春的导火索。同时，大量柏柏尔人的政治组织和文化组织建立起来。1988年，阿尔及利亚通过新宪法，取消了结社的认证限制，许多地下活动的柏柏尔人组织得以通过官方注册；1989年7月，柏柏尔人文化运动（MCB）在提济乌祖召开了第一次正式会议，号召当局推进对柏柏尔文化和柏柏尔语的认可和承认，呼吁建立西方民主政治。
1995年，阿尔及利亚政府成立阿马齐格高级理事会，以推进柏柏尔语言的官方承认工作。当局声称此举旨在“将全体阿尔及利亚人的民族文化和认同的一部分予以恢复，绝非对某个特定地区和群体的文化或语言权利的认可”。1996年通过的宪法修正案中将阿尔及利亚民族的定义修改为“阿拉伯性质、伊斯兰教和阿马齐格性质”，但在后文又着重强调“阿尔及利亚是伊斯兰之地，大马格里布地区不可分割的一部分，是阿拉伯国家、地中海国家、非洲国家”。同年9月，柏柏尔主义者在法国宣布组建世界阿马齐格大会。
阿尔及利亚政府在1991年通过法令，宣称阿拉伯语是唯一合法的语言。法令预定在1998年7月5日生效，在当时激起柏柏尔人的强烈抗议。6月25日，柏柏尔人歌星卢内斯·马图布被伊斯兰激进组织刺杀，在其于6月28日举行的葬礼上，10万柏柏尔人发起示威，酿成暴力冲突。最终在2002年，柏柏尔语被当局定为官方语言，与阿拉伯语并列。
在阿尔及利亚以外的地区的柏柏尔人也有争取文化认同的趋势，但境遇不同。摩洛哥有一些被边缘化的柏柏尔主义组织，其中最著名的是2005年成立的阿马齐格摩洛哥民主党（Parti démocrate amazigh marocain），主张柏柏尔认同和世俗主义，2008年被当局取缔，但转入地下活动。马里的图阿雷格人组织阿扎瓦德民族解放运动在2012年宣布独立，建立阿扎瓦德国，后遭镇压而终结。西班牙加那利群岛的原住民关切人是柏柏尔人一支，当地的民族主义组织也有柏柏尔主义主张。